# Amazon Luna
Amazon Luna ist ein Cloud-Gaming-Service des US-amerikanischen Unternehmens Amazon.

## Geschichte

Verfügbarkeit von Amazon Luna (Stand November 2023)
Verfügbar
Nicht verfügbar

Am 24. September 2020 wurde der Service offiziell vorgestellt und startet zunächst nur in den USA. Für Oktober 2020 war dort eine Beta-Phase angekündigt.
Diese startete wie geplant am 21. Oktober 2020. In dieser Early Access wird Amazon Luna zu Beginn nur einer kleinen Anzahl von Spielern zur Verfügung stehen, die über Einladungen den Dienst testen können. Der Amazon Services Vize-Präsident Marc Whitten bestätigte doch, dass die Anzahl der Tester kontinuierlich steigen soll. Ein erster breiter Test wurde für den am 21. und 22. Juni 2021 stattfindenden Prime Day angekündigt, bei dem alle Prime Nutzer Amazon Luna kostenlos testen können. Dies ist allerdings auf die Abonnenten aus den USA beschränkt.
Am 1. März 2022 startete der Dienst offiziell in den USA. Etwa ein Jahr später, am 22. März 2023, startete Luna dann auch in Deutschland, im Vereinigten Königreich und Kanada. Am 15. November 2023 kamen Frankreich, Italien und Spanien dazu. Seit 19. Juni 2024 ist Luna auch in Österreich verfügbar.

## Dienst
Beim Streaming von Spielen über Amazon Luna werden die Bilder auf speziellen AWS Game Servern berechnet. Nach den Eingaben, die der Server vom Spieler erhält, werden die berechneten Bilder über einen Videocodec enkodiert und dann als Videostream über das Internet an den Endbenutzer gesendet. Durch diesen Dienst benötigt der Spieler selbst keinen leistungsstarken Computer oder eine Spielkonsole und kann theoretisch überall, wo ausreichend schnelles Internet verfügbar ist, spielen.
Geplant ist eine Umsetzung auf der eigenen Plattform Fire TV, Windows, macOS und über eine Web-App der Support von iPhone und iPad. Eine Unterstützung für Android ist später geplant.
Amazon Luna wird fest in Twitch integriert, die beiden Dienste sollen zusammen arbeiten und sich gegenseitig ergänzen.

## Luna Controller
Ähnlich wie die Konkurrenz von Google mit ihrem Stadia-Controller, bietet Amazon Luna einen eigenen speziell angepassten Controller an, den Luna Controller. Als Besonderheit bietet dieser laut Amazon eine deutlich niedrigere Latenz im Vergleich zu anderen Controllern und weist zudem einen Knopf für den hauseigenen Sprachassistenten Amazon Alexa auf. Amazon Luna unterstützt neben dem eigenen Controller allerdings auch den Xbox-One-Controller, den PlayStation-4-Controller DualShock 4 sowie Maus und Tastatur.

## AbonnementLuna+
Amazon Luna+ soll zum Launch über 100 Spiele anbieten. Dies kostet in den USA 5,99 $ im Monat. Der Stream wird eine Auflösung von 1080p mit 60 Bildern pro Sekunde bieten. Geplant ist in Zukunft auch eine 4K-Auflösung. Mit einem Luna+ Abonnement darf man auf zwei Geräten gleichzeitig streamen.
Darüber hinaus soll man sogenannte Gaming-Kanäle abonnieren können. So wird es beispielsweise eine Partnerschaft mit Ubisoft geben, die Spielern über ein Abonnement Zugriff auf Ubisoft-Titel wie Assassin’s Creed Valhalla gibt. Dies ist allerdings nicht im Grundpreis enthalten und wird zusätzlich kosten.